# Stadtkirche Lübtheen

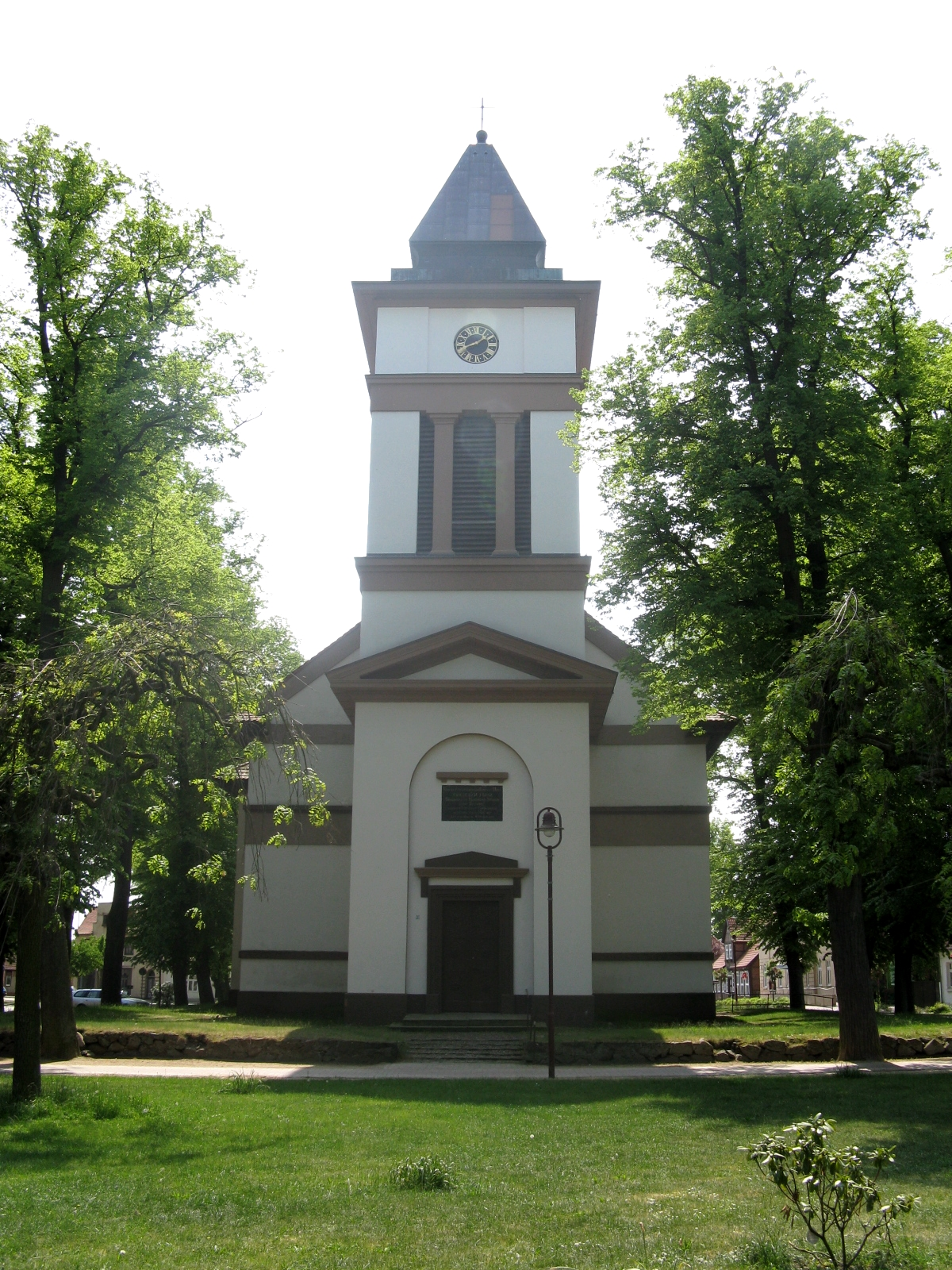
Stadtkirche Lübtheen

Die evangelische Stadtkirche Lübtheen ist eine klassizistische Saalkirche in Lübtheen im Landkreis Ludwigslust-Parchim in Mecklenburg-Vorpommern. Sie gehört zur Kirchengemeinde Lübtheen in der Propstei Parchim der Evangelisch-Lutherischen Kirche in Norddeutschland (Nordkirche).

## Geschichte und Architektur
Lübtheen wurde zunächst vom benachbarten Dorf Altjabel aus versorgt; es bekam 1682 eine eigene Pfarrstelle. Eine Kirche in Fachwerkbauweise wurde 1689 erbaut. Da diese zu Beginn des 19. Jahrhunderts nicht mehr für die vergrößerte Gemeinde ausreichte, wurde sie zunächst auf Rollen an einen anderen Platz verschoben und danach am ursprünglichen Standort die heutige Kirche erbaut.
Die Kirche ist ein rechteckiger klassizistischer Putzbau, der nach einer Inschrift am Turmportal in den Jahren 1817–1820, vermutlich nach einem Entwurf von Carl Heinrich Wünsch, erbaut wurde. Das Bauwerk ist als Querkirche in Nord-Süd-Richtung errichtet und liturgisch geostet. Der Turm steht an der nördlichen Schmalseite, ein Vorbau für Sakristei und Kanzeltreppe ist an der östlichen Langseite erbaut. 
Das Innere wurde offensichtlich nach Ideen von Leonhard Christoph Sturm wie in der Schelfkirche in Schwerin als querrechteckiger Raum gestaltet, der jedoch durch doppelte Emporen an den Schmalseiten stark verdunkelt wird; unter diesen befinden sich seit 1982 Winterkircheneinbauten.

## Ausstattung

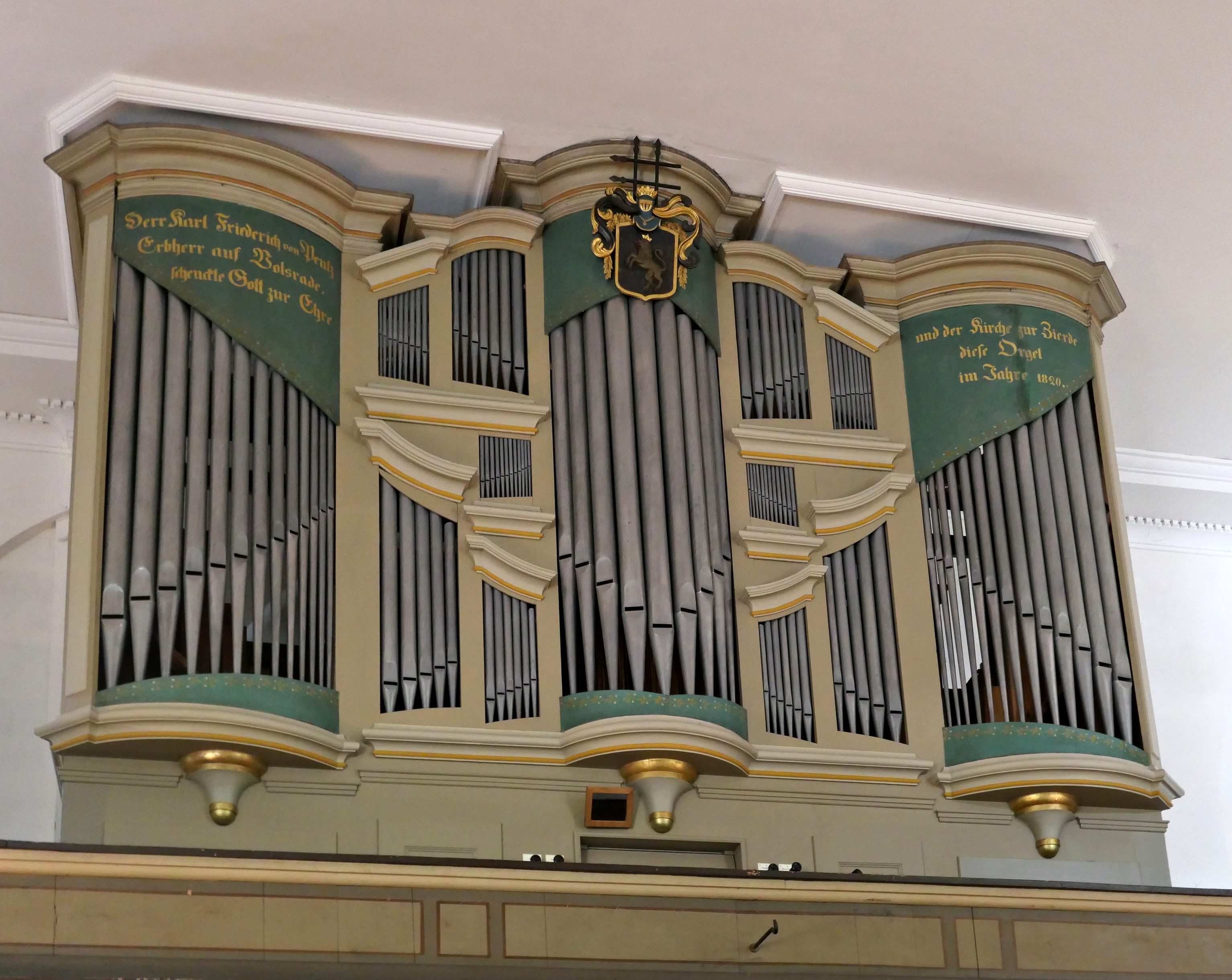
Orgel

An der Ostseite steht ein Kanzelaltar mit massiv gemauertem, halbrundem Aufbau; über dem Sockelgeschoss ist die Kanzel mit Balustrade angeordnet, das dahinterliegende Portal zur Kanzel ist mit übergiebelter Pilasterarchitektur und halbrundem Lünettenfenster gestaltet. Das Altargemälde wurde im Jahr 1823 von Rudolph Suhrlandt geschaffen und zeigt Christus und die Emmaus-Jünger.

## Orgel
Die Orgel auf der Westempore ist ein Werk von Friedrich Friese I aus dem Jahr 1820 mit 22 Registern auf zwei Manualen und Pedal. Die Disposition lautet:
| I. Manual C–d3 |     |
| Quintadena     | 16’ |
| Principal      | 8’  |
| Gedackt        | 8’  |
| Viola di Gamba | 8’  |
| Octave         | 4’  |
| Quinte         | 3’  |
| Octave         | 2’  |
| Sesquialter II |     |
| Mixtur IV      |     |
| Trompete       | 8’  |

| II. Manual C–d3 |    |
| Gedackt         | 8’ |
| Gemshorn        | 8’ |
| Principal       | 4’ |
| Flöte           | 4’ |
| Waldflöte       | 2’ |
| Mixtur II       |    |
| Tremulant       |    |

| Pedal C–c1 |     |
| Subbass    | 16’ |
| Principal  | 8’  |
| Gedackt    | 8’  |
| Octave     | 4’  |
| Posaune    | 16’ |
| Trompete   | 8’  |

- Manualkoppel (Schiebekoppel)
- Calcantenglocke
- Ablassventil